# Херман, Ирм
Ирм (Ирмгард) Херман, нем. Irm (Irmagard) Hermann (4 октября 1942, Мюнхен – 26 мая 2020, Берлин) – немецкая актриса  театра и кино, получившая широкую известность благодаря тесному сотрудничеству с Райнером Вернером Фасбиндером.

## Биография
Родилась 4 октября 1942 года в Мюнхене в семье Карла Хермана и его жены Марии Хубер. После посещения народной школы прошла обучение на издательскую служащую. Работала секретаршей в ADAC в Мюнхене. В 1966 году встретила человека, который определил всю её дальнейшую жизнь – Райнера Вернера Фасбиндера. В том же году снялась в его короткометражке «Городской бродяга». Вместе с Фасбиндером основала «Театр действия», а затем при участии Ханны Шигуллы — «Антитеатр». Стала доверенным лицом режиссёра. До переезда в Берлин в 1975 году сыграла множество ролей в фильмах Фасбиндера. Позже снималась у него также в «Берлин, Александерплац» (1980) и «Лили Марлен» (1981). 
Работала со многими известными немецкими режиссёрами, такими как Вернер Херцог («Войцек», 1979), Перси Адлон («Пять последних дней», 1982), Ханс В. Гайсендорфер («Дневник Эдит», 1983), Ульрике Оттингер («Монгольская Жанна д’Арк», 1989), Кристоф Шлингензиф («Немецкая резня бензопилой», 1990, и «120 дней Ботропа», 1997).
С большим успехом выступала и на театральной сцене. С 1979 по 1980 год и с 1987 по 1991 год служила в театре «Фрайе Фольксбюне» в Берлине. С 1991 по 1993 год была членом труппы Берлинского ансамбля. Играла в «Берлинской республике» (1999) и в «Гамлете» (2001) Шлингензифа. Работала под руководством Кристофа Марталера в «Фольксбюне» в Берлине и в Шаушпильхаусе в Гамбурге.
Была замужем за детским писателем Дитмаром Робергом, от которого родила двоих сыновей, Франца Тициана и Фридолина.
Умерла 26 мая 2020 года в Берлине.